# Fernando Berenguer de las Cagigas
Fernando José Bartolomé Berenguer y de las Cagigas (Manila, 1874 - Castell del Camp de la Bota (Barcelona), 12 de maig de 1939) va ser un jurista i militar espanyol, executat per les autoritats franquistes en acabar la guerra civil espanyola.

## Biografia
Va arribar al grau de general i va ocupar el càrrec de magistrat del Tribunal Suprem en la seva condició de general-auditor de l'Armada. Va ser executat víctima de la repressió de la dictadura franquista poc després d'acabar la Guerra Civil.
Llicenciat en Dret i Periodisme, va accedir al cos jurídic de l'Armada el 1910 amb el rang de tinent i al de general el 1932. Va ser magistrat de la sala sisena del Tribunal Suprem en la secció militar i va participar com a integrant en el tribunal que va jutjar i va condemnar a mort al general revoltat Joaquín Fanjul Goñi per haver-se alçat en armes en la caserna de la Montaña el 18 de juliol de 1936. En finalitzar la Guerra Civil va ser detingut a Barcelona, obert expedient el 18 d'abril de 1939, condemnat a mort per un delicte d'"adhesió a la rebel·lió militar" i executat el 12 de maig, al costat de Francisco Javier Elola y Díaz Varela i Pedro Rodríguez Gómez. Era germà de José Berenguer y de las Cagigas, executat a la zona republicana durant la guerra.